# 金埈元
金 埈元（キム・ジュヌォン、김준원、1888年9月18日 - 1969年1月1日）は大日本帝国及び大韓民国の軍人。創氏改名による日本名は香川俊元。金貞烈、金英煥の父。

## 人物
1888年9月、漢城府に生まれる。1907年、大韓帝国陸軍武官学校に入学。1909年7月、武官学校が閉校となり、中央幼年学校予科3年に編入。1912年5月、陸軍中央幼年学校本科卒業。1914年5月、陸軍士官学校第26期卒業。香川県善通寺の第11師団歩兵第43連隊に見習士官として勤務し、同年12月に歩兵少尉任官。シベリア出兵に派遣。1918年7月、歩兵中尉。1923年8月、歩兵大尉に進級後、予備役編入。予備役編入後は東京高等師範学校の地理歴史科教師。
1949年に懇願されて韓国陸軍に入隊。任少領（軍番15123番）、護国軍参謀長。1950年、慶尚南道地区兵事区司令部参謀長、任中領。1951年、第101師団第102連隊長。1952年3月14日、慶尚南道地区兵事区司令官。同年8月、国防部第4局に転任。1953年、ソウル地区民事部長。1954年4月、慶尚南道地区兵事区司令官（9代）。同年5月、釜山地区衛戍司令官および防空軍司令官を兼任。
1969年、死去。